# Zephyrous
Ivar Enger, kendt under dæknavnet Zephyrous, var black metal-bandet Darkthrones første bassist og senere guitarist. Han medvirker på bandets første tre album, Soulside Journey, A Blaze in the Northern Sky og Under a Funeral Moon, såvel som opsamlingsalbummet Goatlord og de tidlige demoer Black is Beautiful, Land of Frost, A New Dimension, Thulcandra og Cromlech. 
Det siges, at han forlod bandet fordi han blev voldsomt misantropisk. Darkthrone fastholder, at Zephyrous vandrede ind i en skov og aldrig vendte tilbage, men Nocturno Culto har dog senere udtalt, at han stadig har kontakt til Zephyrous.